# Hoplocheylus canadensis
Hoplocheylus canadensis är en kvalsterart som beskrevs av Marshall 1966. Hoplocheylus canadensis ingår i släktet Hoplocheylus och familjen Tarsocheylidae. Inga underarter finns listade i Catalogue of Life.